# Fukui (thành phố)
Thành phố Fukui (福井市 (Phúc Tỉnh thị) Fukui-shi) là tỉnh lỵ, đô thị loại đặc biệt của tỉnh Fukui, vùng Chūbu, Nhật Bản.
Thành phố rộng 536,17 km², ở phía Bắc của tỉnh, và có 268.221 dân (ước ngày 1/8/2008).